# Melchendorf
Melchendorf is een plaats in de Duitse gemeente Erfurt, deelstaat Thüringen, en telt 10.550 inwoners (2006).